# Григорович Іван Станіславович
Іва́н Станісла́вович Григоро́вич (29 травня 1985 — 21 липня 2016) — старший солдат Збройних сил України.

## Служба
Мешкав у м. Канів. Закінчив у 2012 році Національний авіаційний університет.
Був призваний за мобілізацією.
Воював на посаді старший навідник мінометного відділення мінометного взводу мінометної батареї 46-го окремого батальйону спеціального призначення «Донбас-Україна», в/ч пп В2612.

## Обставини загибелі
Взвод І. Григоровича був відведений за «Мінськими угодами», але він зголосився нести службу на передових позиціях та був відряджений до взводно-опорного пункту роти розвідки в районі міста Мар'їнка (Донецька область).
Загинув 21 липня 2016 року близько 20.00 внаслідок осколкового поранення на взводному опорному пункті роти розвідки, відбиваючи напад диверсійно-розвідувальної групи противника. Російські бойовики відкрили вогонь зі стрілецької зброї та підствольних гранатометів. Напад було відбито, але Іван Григорович загинув від осколкового поранення, поранені ще двоє захисників.

## Сімейний стан
Залишилися мати й дружина.
Похований у рідному селі Кононча Канівського району Черкаської області.

## Вшанування пам'яті
В березні 2017 року на фасаді загальноосвітньої школи села Кононча урочисто було відкрито меморіальну дошку випускнику І. Григоровичу